# Malik Ambar
Malik Ambar (Alhura, 1548 – 13 maggio 1626) è stato un mercenario etiope che giocò un ruolo militare significativo nella regione del Deccan in India.
Venduto da bambino dai suoi genitori, da Harar fu portato in India come schiavo. Lì riuscì a creare un esercito indipendente, una forza mercenaria di 1500 uomini che veniva assoldata dai re locali.
Malik fu anche un famoso primo ministro del sultanato di Ahmadnagar, mostrando anche acume amministrativo.
Divenne anche un pioniere della guerriglia nella regione e in seguito figura di venerazione tra i Siddi del Gujarat.
Umiliò la potenza dei Moghul e di Adil Shah di Bijapur e risollevò lo status di Nizam Shah.

## Origini
Malik Ambar nacque nel 1548 come Chapu, nome di nascita in Harar. Mir Qasim Al Baghdadi, uno dei suoi proprietari di schiavi convertì infine Chapu all'Islam da Waaqeffanna e gli diede il nome Ambar, dopo aver riconosciuto la superiorità delle sue qualità intellettuali.Si ritiene che Ambar fosse discendente Oromo mentre altre fonti sostengono che egli fosse proveniente dalla tribù Maya.
Tra il 14º e il 17º secolo, l'Impero d'Etiopia Cristiano ortodosso (condotto dalla Dinastia salomonide) e gli adiacenti stati musulmani radunarono molti dei loro schiavi dalle comunità non-abramiche che abitavano le regioni come Kambata, Damot e Hadya e che abitavano sui lati meridionali del loro territorio. Malik Ambar era tra quei popoli che erano convertiti all'Islam e più tardi si spostò per prestare servizio come guerriero. Secondo Futuhat-i `Adil Shahi, Malik Ambar fu venduto come schiavo dai suoi genitori. Egli finì in al-Mukha nello Yemen, dove fu nuovamente venduto per 20 ducati e fu portato al mercato degli schiavi di Baghdad, dove fu venduto una terza volta al Qadi al-Qudat della Mecca e ancora a Baghdad a Mir Qasim al-Baghdadi, che infine lo portò sull'Altopiano del Deccan. Egli fu descritto dal mercante olandese Pieter van den Broecke come, "un nero kafir dall'Abissinia con un severo volto romano."
Malik Ambar fu quindi acquistao da Chengiz Khan, un ex schiavo Habshi che prestava servizio come il peshwa ovvero capo dei ministri del Sultanato di Ahmadnagar.

## Carriera

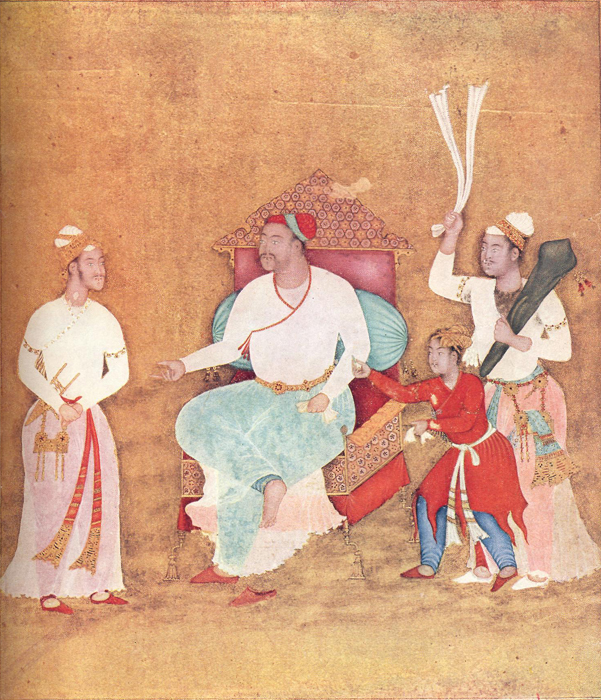
Ritratto del Nizam Shahs

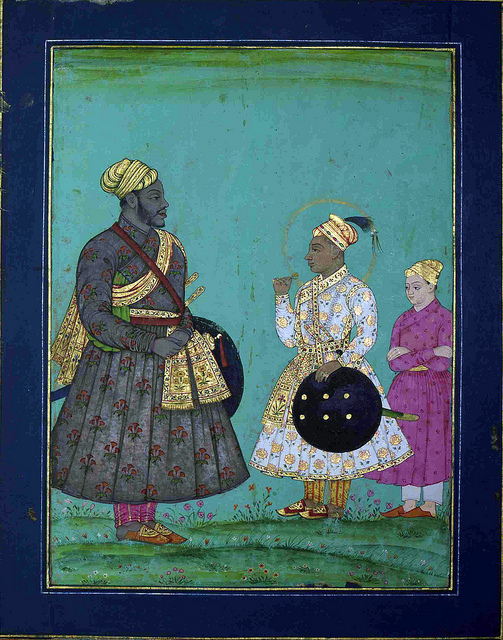
Malik Ambar e Murtaza Nizam Shah II

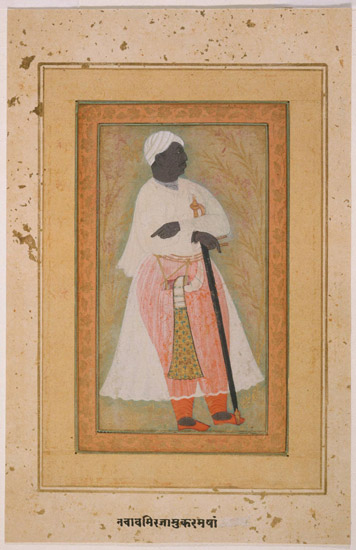
Ritratto di Malik Ambar c. 1610-20

Morto il suo padrone, Malik Ambar fu reso libero dalla vedova. Dopo la sua liberazione, egli si sposò e prestò brevemente servizio presso il Sultano di Bijapur, guadagnadosi in quel periodo il titolo di "Malik". Ma Ambar lasciò questa attività dopo aver lamentato insufficiente sostegno ed entrò nell'esercito di Nizam Shahi.
Malik Ambar fu il reggente della dinastia Nizamshahi di Ahmednagar dal 1600 al 1626. Durante questo periodo egli incrementò la forza e il potere di Murtaza Nizam Shah II e organizzò un grosso esercito. Creò una cavalleria che crebbe da 150 cavalieri a 7000 in un breve periodo di tempo e rivitalizzò il sultanato di Ahmadnagar creando sultani fantoccio per respingere gli attacchi Mughal dal nord. Nel 1610, il suo esercito crebbe fino a comprendere 10 000 Habshis e 40 000 Deccani. Nel corso del decennio successivo, Malik Ambar combatté e sconfisse l'imperatore di Jahangir, Mughal per impadronirsi del regno. Jahangir considerava Malik Ambar il suo peggior nemico ed espresse pubblicamente la sua ira contro di lui. Egli criticava Ambar come "il malvisto dalle stelle" e "il mal destinato". Abu'l Hasan, primo pittore alla corte dell'Imperatore Jahangirs, realizzò un dipinto sotto commissione di Jahangir nel 1615, che illustrava Jahangir mentre scagliava frecce contro la testa di Ambar come bersaglio.

## Morte

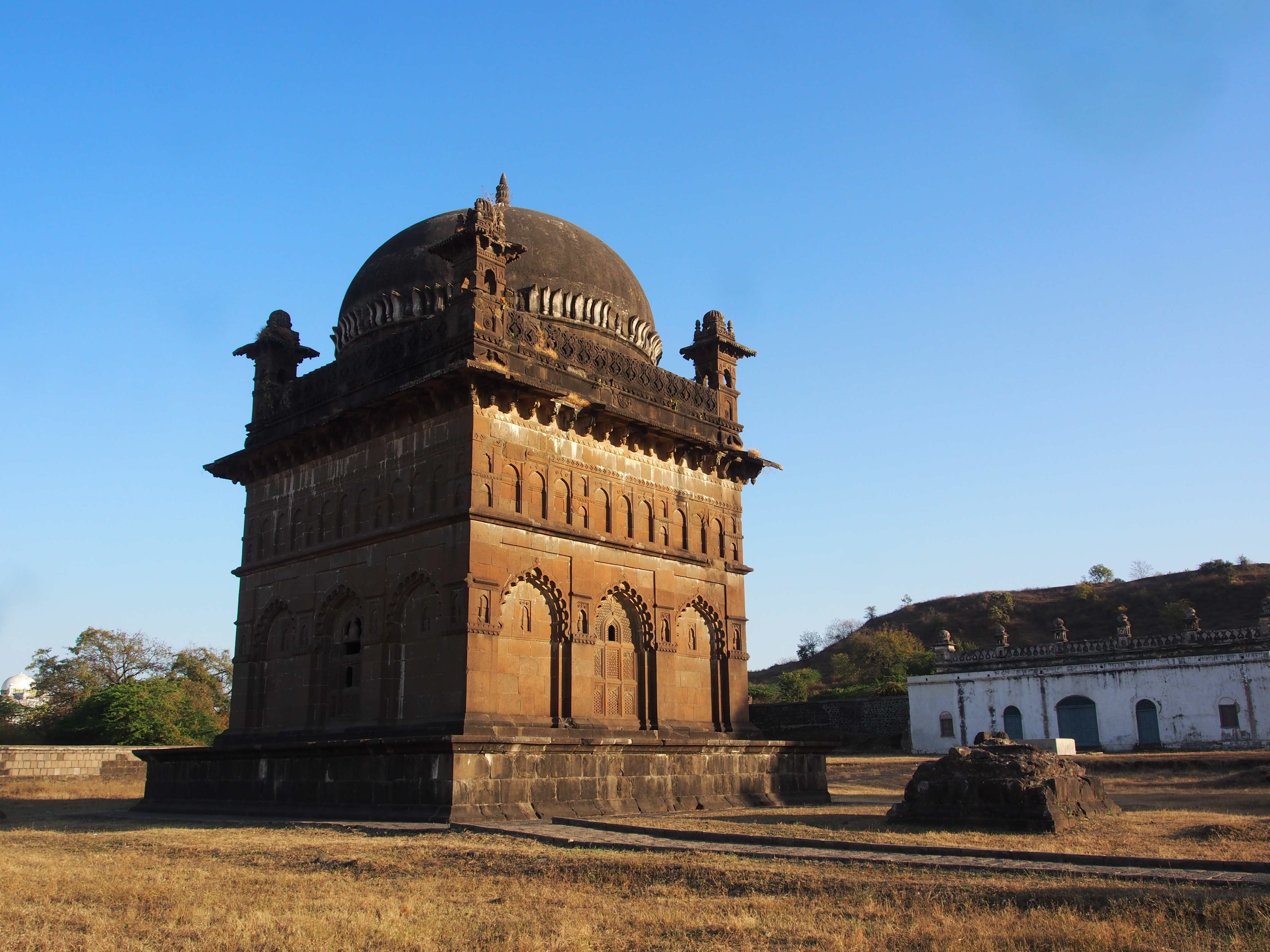
Tomba di Malik Ambar a Khuldabad nel 2022

Malik Ambar morì nel 1626 all'età di 77 anni. Egli aveva avuto dalla moglie Bibi Karima due figli, Fateh Khan e Changiz Khan, oltre a due figlie.
Fateh Khan successe al padre come reggente del Nizam Shahs. Comunque, egli non ripeté le prodezze politiche e militari del suo predecessore. Attraverso una serie di conflitti interni alla nobiltà (che inclusero l'assassinio del nipote Sultan Burhan Nizam Shah III da parte di Fateh Khan), il sultanato cadde sotto l'Impero Moghul entro dieci anni dalla morte di Ambar.
Una delle sue figlie sposò un principe della famiglia reale Ahmednagar, che successivamente, con l'aiuto di Malik Ambar, fu incoronato Sultano come Murtaza Nizam Shah II. La prima e la più giovane delle sue figlie, rispettivamente, furono chiamate Shahir Bano e Azija Bano, la seconda delle quali sposò un nobile di nome Siddi Abdullah.
La sua figlia più giovane sposò il comandante circasso dell'esercito di Ahmednagar, Muqarrab Khan, che successivamente divenne un generale sotto l'Imperatore Mughal e ricevette il titolo di Rustam Khan Bahadur Firauz Jang. Egli divenne famoso per il suo coinvolgimento in numerose importanti campagne militari, quali le guerre di Kandahar contro Shah Abbas di Persia; fu ucciso dal Principe Murad Baksh nella battaglia di Samugarh durante la guerra di successione Mughal nel 1658.
La tomba di Malik Ambar si trova a Khuldabad, vicino alla tomba del famoso Sufi, il santo Zar Zari Baksh.